# Maria Maunder
Maria Maunder est une rameuse canadienne née le 19 mars 1972 à Saint-Jean de Terre-Neuve. 

## Biographie
Elle a été vice-championne olympique en huit en 1996 à Atlanta (avec Jessica Monroe, Lesley Thompson-Willie, Heather McDermid, Tosha Tsang, Alison Korn, Emma Robinson, Anna Van der Kamp et Theresa Luke).

## Palmarès
- Jeux olympiques d'été de 1996  à Atlanta,  États-Unis
  -  Médaille d'argent en huit